# Avion d'entraînement
Pour les articles homonymes, voir Entraînement.
 (avril 2015).
Si vous disposez d'ouvrages ou d'articles de référence ou si vous connaissez des sites web de qualité traitant du thème abordé ici, merci de compléter l'article en donnant les références utiles à sa vérifiabilité et en les liant à la section « Notes et références ».
Un avion d'entraînement est un avion militaire utilisé pour former les équipages au pilotage, à la navigation et au maniement du système d'arme.

## Historique

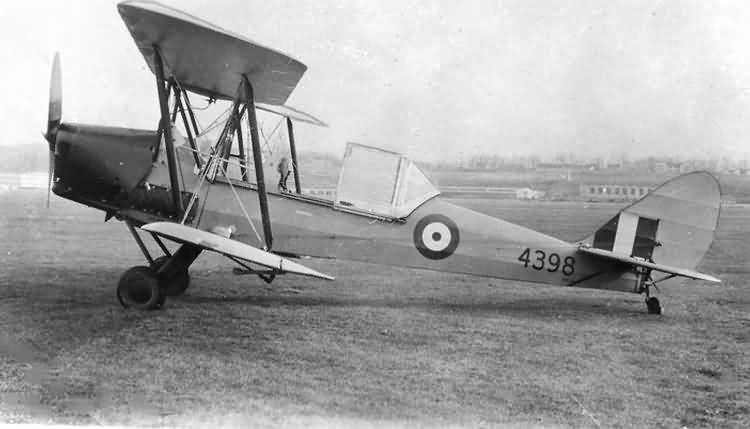
Le Tiger Moth, avion d'entraînement britannique des années 1930.

Les premiers aéronefs étaient la plupart du temps pilotés par les pionniers qui les avaient conçus et réalisés. Dès la Première Guerre mondiale, la construction en grandes séries d'avions de combat (chasseurs ou bombardiers) nécessita de former un grand nombre de pilotes en peu de temps.
Les premiers pilotes furent formés sur les appareils destinés au combat. Bientôt le besoin se fit sentir de disposer d'avions spécifiquement conçus pour l'apprentissage, c'est-à-dire capables de pardonner les erreurs des débutants et équipés d'une double commande pour l'instructeur.
Depuis les années 1950 et l'apparition d'avions de combat à réaction de plus en plus complexes, on distingue la formation de base des pilotes (généralement assurée sur monomoteur à hélice) de la formation complémentaire destinée à leur permettre de maitriser les caractéristiques de vol de leurs avions et de tout le système d'armes associé, ainsi que l'entraînement au tir.
En raison du coût de l'heure de vol d'un avion de combat, cette formation complémentaire est généralement réalisée sur des appareils plus légers conçus pour l'entraînement, et sur simulateur de vol. Le pilote termine ensuite sa formation sur une version biplace de l'avion sur lequel il sera affecté.

## Description

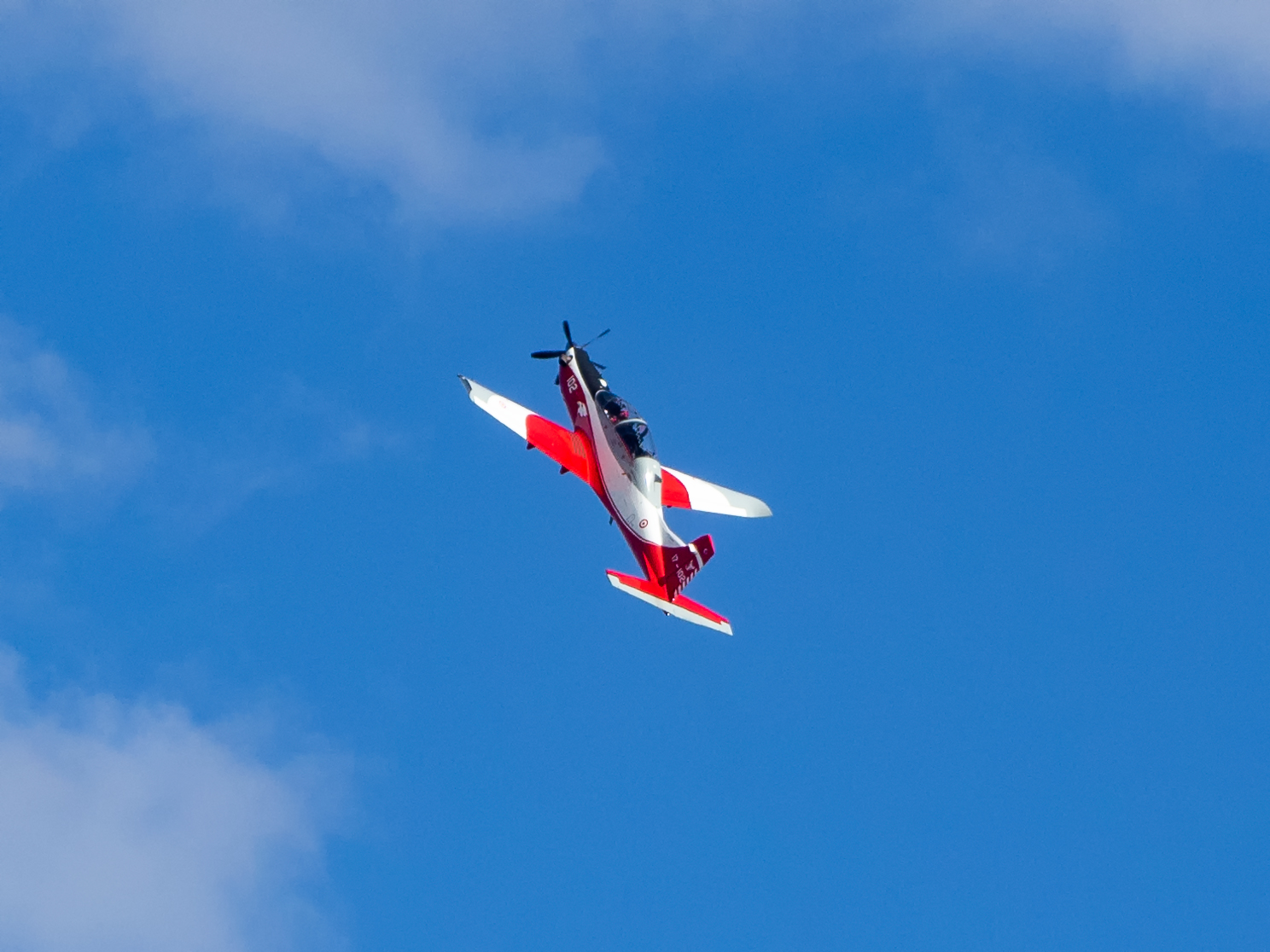
Un avion d'entraînement à turbo-propulseur : le TAI Hürkus, le plus récent du marché. (Mis en service début 2017)

Un avion d'entraînement est (généralement) biplace, de façon à accueillir à la fois l'élève pilote et son instructeur. Suivant les cas, les deux pilotes peuvent être disposés l'un derrière l'autre (en tandem) ou côte à côte. À part une vitesse nettement inférieure, les avions d'entraînement modernes ont des qualités de vol proches de celles des avions de combat, et possèdent des systèmes électroniques simulant toutes leurs fonctionnalités, telles que radars d'acquisition et de poursuite de cibles, emport d'armement, systèmes de communication, etc.
Certains avions d'entraînement comme le Folland Gnat, le Fouga Magister ou l'Alpha Jet ont acquis une certaine notoriété après avoir été utilisés par les patrouilles acrobatiques de différents pays.
Sont également utilisés des avions dérivés d'avions de transport légers, permettant par exemple d'entraîner plusieurs navigateurs en même temps. Comme ceux-ci s'entraînent principalement au maniement des instruments, ils peuvent être assis à des consoles dans la cabine de l'avion et n'ont pas besoin d'une vision directe sur le terrain au-dessus duquel l'avion est en train de voler. Les personnels qui s'occupent des armes ou des systèmes radars peuvent être entraînés de la même manière.

### Avion-école
Un avion école est un avion servant à la formation de base des pilotes militaires et à la formation des pilotes civils. Le terme avion d'entraînement désigne lui plutôt les avions utilisés pour la formation avancée des pilotes militaires.
Ce sont des avions biplaces où l'élève et le professeur sont assis côte à côte, leurs qualités de vol leur permettent de pardonner les erreurs des débutants.